# Maslina (biljni rod)
Masline (Olea), biljni rod iz porodice maslinovki i reda medićolike koji obuhvaća 12 priznatih vrsta.
Vrsta u Hrvatskoj pozmnata kao mastrinka ili divlja maslina nije priznata, a njezin znanstveni nazivi O. oleaster Hoffmanns. & Link i O. e. subsp. oleaster (Hoffmanns. & Link) Negodi vode se kao sinonimi za europsku maslinu O.europaea L.. Isto se odnosi i na pitomu maslinu (Olea europaea var. sativa) (Weston) Lehr. Obje ove biljke jedna su vrsta, pa se njihovi znanstveni nazivi kao takvi vode kao sinonimi za istu vrstu koja je priznata kao O. europaea L.
Masline su zimzeleno drveće i grmlje koje voli toplu i tropsku klimu, pa rastu na Mediteranu (južna Europa i sjeverna Afrika), južnoj Aziji, južnoj Arici, Australiji i drugim toplijim predjelima.

## Vrste
1. Olea capensis L.
2. Olea cerasiformis (Webb & Berthel.) Rivas Mart. & del Arco
3. Olea chimanimani Kupicha
4. Olea europaea L.
5. Olea exasperata Jacq.
6. Olea lancea Lam.
7. Olea maderensis (Lowe) Rivas Mart. & del Arco
8. Olea paniculata R.Br.
9. Olea puberula Ridl.
10. Olea schliebenii Knobl.
11. Olea welwitschii (Knobl.) Gilg & G.Schellenb.
12. Olea woodiana Knobl.